# 生駒致長
生駒 致長（いこま むねなが）は、江戸時代の尾張藩士、第8代尾張生駒家当主。

## 概要
父生駒宗勝の家督を継ぎ、尾張藩主に仕え大番頭、大寄合となる。宗春の守役も勤めた。元文6年に没する。家督は、子の致稠が継ぐが早世し、弟・正周の子周房がその跡を継いだ。